# Biskupiec (gmina, Olsztyn)
Biskupiec est une gmina mixte du powiat de Olsztyn, Varmie-Mazurie, dans le nord de la Pologne. Son siège est la ville de Biskupiec, qui se situe environ 31 km à l'est de la capitale régionale Olsztyn.
La gmina couvre une superficie de 290,38 km2 pour une population de 19 018 habitants.

## Géographie
Outre la ville de Biskupiec, la gmina inclut les villages d'Adamowo, Biesówko, Biesowo, Biskupiec-Kolonia Druga, Biskupiec-Kolonia Pierwsza, Biskupiec-Kolonia Trzecia, Boreczek, Borki Wielkie, Botowo, Bredynki, Bukowa Góra, Chmielówka, Czerwonka, Dębowo, Droszewo, Dworzec, Dymer, Gęsikowo, Januszewo, Józefowo, Kamionka, Kobułty, Kojtryny, Kramarka, Łabuchy, Labuszewo, Łąka Dymerska, Lipowo, Mojtyny, Najdymowo, Nasy, Nowe Marcinkowo, Parleza Mała, Parleza Wielka, Pierwój, Pudląg, Rasząg, Rozwady, Rudziska, Rukławki, Rzeck, Sadłowo, Sadowo, Stanclewo, Stryjewo, Węgój, Wilimy, Wólka Wielka, Zabrodzie, Zameczek, Zarębiec, Zawada et Zazdrość.
La gmina borde les gminy de Barczewo, Dźwierzuty, Jeziorany, Kolno et Sorkwity.